# Tetrastichus clavatus
Tetrastichus clavatus är en stekelart som beskrevs av Kostjukov 1995. Tetrastichus clavatus ingår i släktet Tetrastichus och familjen finglanssteklar. Inga underarter finns listade i Catalogue of Life.